# Бестензе
Бестензе (нем. Bestensee) — община в Германии, в земле Бранденбург.
Входит в состав района Даме-Шпревальд. Население составляет 6732 человека (на 31 декабря 2010 года). Занимает площадь 37,79 км².
Коммуна подразделяется на 3 сельских округа.
| Год  | Население |
| ---- | --------- |
| 2005 | 6534      |
| 2010 | 6672      |